# Royal E. Ingersoll
Royal Eason Ingersoll, född 20 juni 1883 i Washington, D.C., död 20 maj 1976 i Bethesda, Maryland, var en amerikansk sjömilitär.
Royal Ingersoll blev officer 1907, erhöll stabsutbildning och tjänstgjorde bland annat i underrättelsetjänsten som chef för operationsavdelningen i Navy Department 1936–1938 samt var teknisk delegat vid Londonkonferensen för begränsning av rustningarna till sjöss 1935–1936. 1938 blev Ingersoll konteramiral och chef för en kryssardivision, 1940 assistent hos chefen för marinen, i januari 1942 viceamiral och chef för den amerikanska atlantflottan med ansvarsområde "från pol till pol" och i juli 1942 amiral. Hans främsta uppgifter var att bekämpa de tyska ubåtarna i västra Atlanten samt att organisera och skydda transporterna för invasionen i Nordafrika i november 1942 och de omfattande trupp- och underhållstransporter, som därefter fordrades för kriget i Nordafrika och Europa. Ingersoll blev i november 1944 chef för "västra sjöfronten", USA:s västkust, och erhöll avsked 1946.